# Санта-Марія-дель-Кампо
Санта-Марія-дель-Кампо (ісп. Santa María del Campo) — муніципалітет в Іспанії, у складі автономної спільноти Кастилія-і-Леон, у провінції Бургос. Населення — 652 особи (2010).
Муніципалітет розташований на відстані близько 190 км на північ від Мадрида, 33 км на південний захід від Бургоса.

## Демографія
Динаміка населення (INE ):